# Concert per a violí (Walton)
El Concert per a violí de William Walton va ser escrit entre 1938 i 1939 i dedicat a Jascha Heifetz, qui va encarregar l'obra i la va interpretar en la seva estrena el 7 de desembre de 1939 amb l'Orquestra de Cleveland dirigida per Artur Rodziński. L'estrena britànica es va endarrerir per la Segona Guerra Mundial, i es va fer l'1 de novembre de 1941, amb Henry Holst com a solista i el compositor dirigint l'òpera. Walton posteriorment va reorquestrar el concert; la versió revisada es va estrenar l'any 1944. L'obra ha estat enregistrada freqüentment i s'ha consolidat com una de les composicions més perdurables del compositor.

## Context i primeres interpretacions

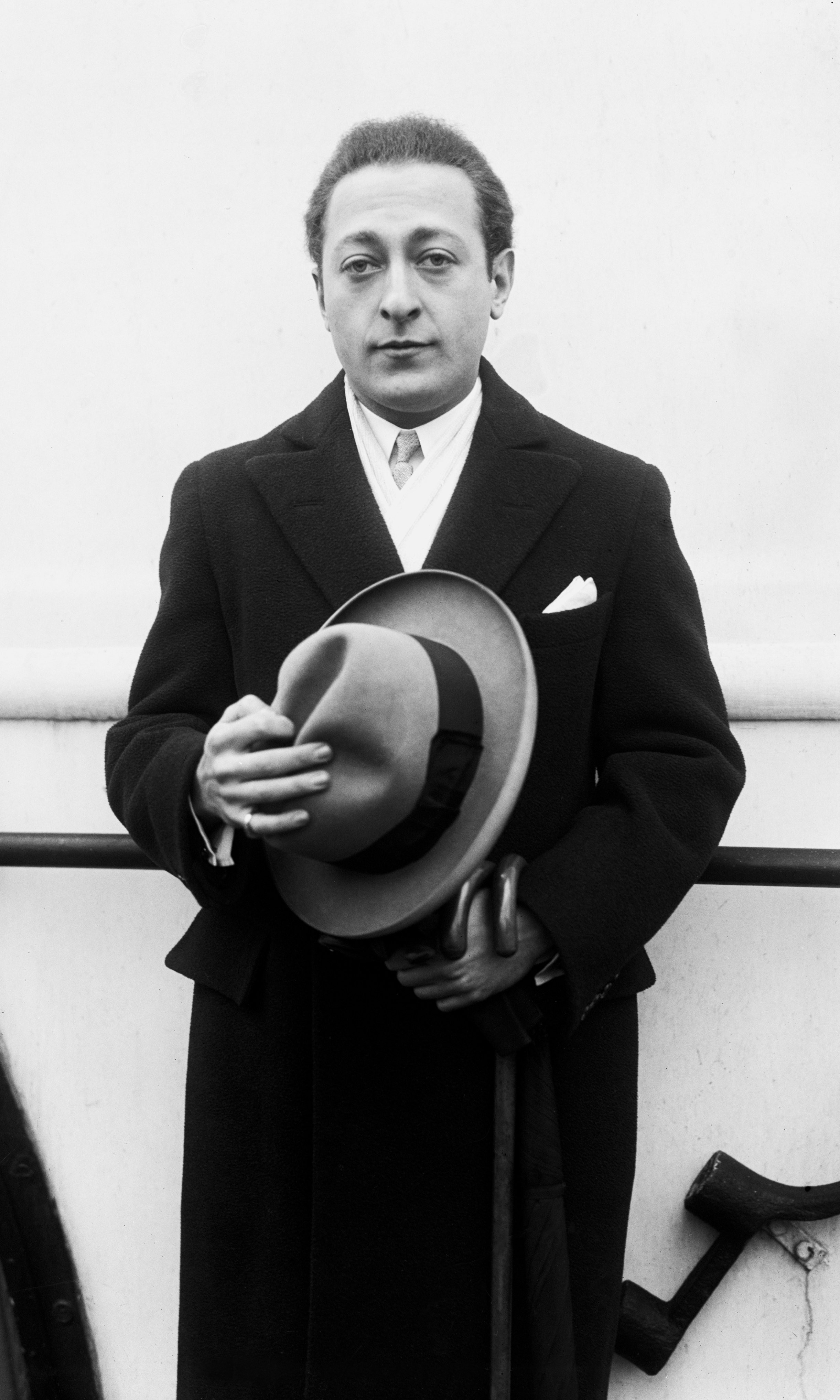
Jascha Heifetz (1920), qui va encarregar el concert per a violí

L'any 1936, William Walton ja s'havia consolidat com un dels principals compositors britànics del moment. Tanmateix, era un creador lent i poc prolífic, i aquell any es va veure obligat a triar entre acceptar un encàrrec de Jascha Heifetz o un altre de Joseph Szigeti i Benny Goodman, que volien una obra per a violí i clarinet.
Després de reunir-se amb Heifetz a Londres, Walton va acceptar compondre un concert per encàrrec seu, però no va començar a treballar-hi fins a principis del 1938, quan es va traslladar a Ravello amb la seva parella, Alice Wimborne, on va treballar en el concert durant diversos mesos. Durant el procés de composició, va ser mossegat per una taràntula, fet que el va portar a incloure una tarantel·la a l'obra en un passatge que ell mateix descrivia com a "ben boig, si se’m permet dir-ho, i de dubtós bon gust".
A mitjan 1939 va viatjar a Nova York per trobar-se amb Heifetz i treballar plegats en la peça, incorporant-hi suggeriments del violinista per fer que la part solista fos tan eficaç com fos possible.
El British Council volia presentar l'estrena del concert durant l'Exposició Universal de Nova York de 1939, juntament amb obres noves de Ralph Vaughan Williams, Arthur Bliss i Arnold Bax que es van interpretar en aquell esdeveniment, però Heifetz ja tenia altres compromisos per a la data proposada del concert. Es va acordar que ell estrenaria l'obra a Boston, amb Walton dirigint l'Orquestra Simfònica de Boston, i posteriorment, després de diverses actuacions als Estats Units, Heifetz en faria l'estrena britànica a Londres el març de 1940. L'esclat de la Segona Guerra Mundial el setembre de 1939 va obligar Heifetz i Walton a abandonar els seus plans. Walton no va poder viatjar als Estats Units, i l'estrena mundial del concert es va fer amb Heifetz i l'Orquestra de Cleveland sota la direcció d'Artur Rodziński el 7 de desembre de 1939. Els mateixos intèrprets van presentar l'obra a Nova York al Carnegie Hall el febrer de 1941.
El contracte entre el compositor i el solista atorgava a Heifetz els drets exclusius del concert durant dos anys, però com que no podia viatjar al Regne Unit, va renunciar-hi per permetre que l'obra s’hi pogués interpretar. El novembre de 1941, en un concert de la Royal Philharmonic Society al Royal Albert Hall, Walton va dirigir la primera interpretació britànica, amb el violinista Henry Holst, antic concertino de l’Orquestra Filharmònica de Berlín, establert a Anglaterra. Walton va revisar posteriorment l’orquestració, especialment reduint el nombre d’instruments de percussió. Aquesta versió revisada es va interpretar per primera vegada el 17 de gener de 1944, a Wolverhampton, amb Holst i l’Orquestra Filharmònica de Liverpool dirigits per Malcolm Sargent.

## Estructura musical
El concert té una durada aproximada de trenta minuts. La versió revisada està instrumentada per a violí solista; 2 flautes (la segona doblant flautí); 2 oboès (el segon doblant cor anglès); 2 clarinets; 2 fagots; 4 trompes; 2 trompetes en si bemoll; 3 trombons; timbales; 2 percussionistes (caixa, plats, pandereta, xilòfon); arpa i cordes. La instrumentació original també incloïa bombo, castanyoles, carilló i gong.

### 1. Andante tranquillo
Com en el seu anterior Concert per a viola, el primer moviment és el més lent dels tres. És predominantment líric i en un si menor clar. El violí solista presenta directament el tema principal després d’un breu inici orquestral rítmic que impregna tot el moviment. El moviment no segueix estrictament la forma sonata, però tampoc se n’allunya gaire, i el segon tema és una melodia suau i fluida per a cordes i vent fusta. El tema inicial, marcat sognando – somniador –, es desenvolupa en una varietat d’estats d’ànim (l’analista Christopher Palmer els anomena "una quantitat extraordinària de canvis de personalitat") abans d’una cadència escrita i una recapitulació final de la melodia inicial, amb breus reaparicions del segon tema.

### 2. Presto capriccioso alla napolitana
El segon moviment fa la funció de scherzo i trio del concert. A diferència del primer moviment, la tonalitat no és clara des del principi i es manté ambigua en les seccions de moviment ràpid. El presto inicial exigeix una gran virtuositat del solista —Palmer destaca els harmònics seguits de pizzicati en un compàs ràpid de dos per compàs. El ritme de tarantel·la, que apareix de forma intermitent, dona pas a un tema subsidiari de caràcter proper al vals. Aquesta primera secció dona pas suaument al trio, una canzonetta introduïda per una trompa solista. L’analista Frank Howes assenyala que Walton no tolerava la repetició idèntica d’un tema, i que a cada reaparició el tema suau de la canzonetta comença en diferents temps del compàs, fet que en modifica l’accent rítmic. L'scherzo torna, i després que els violoncels repeteixin el tema de la trompa del començament de la canzonetta, el moviment conclou en silenci.

### 3. Vivace
El rondó final presenta tres temes principals. Tant Howes com Palmer descriuen el primer com a brusc i el segon com a estrident. El primer és exposat pels greus de la corda, acompanyats pels fagots i clarinets en un tema de caràcter marcat i marxa, al qual s’uneix el solista. El tercer tema és líric, i s’estableix un contrast constant entre aquests dos elements. Tot seguit, el violí solista interpreta una variació del tema inicial del primer moviment, mentre que el primer tema del final esdevé el seu acompanyament en forma d’ostinato, abans d’una cadència acompanyada i una conclusió alla marcia.